# Hanreisseria gilvescens
Hanreisseria gilvescens är en fjärilsart som beskrevs av Hans Rebel 1917. Hanreisseria gilvescens ingår i släktet Hanreisseria och familjen mott. Inga underarter finns listade i Catalogue of Life.